# ДТ-10
ДТ-10 «Витязь» — двухзвенный вездеход-амфибия на гусеничном ходу, предназначенный для транспортировки в сложных климатических условиях Крайнего Севера, Сибири и Дальнего Востока на грунтах с низкой несущей способностью (болото, снежная целина, бездорожье, пересечённая лесистая местность) при температуре окружающей среды от минус 50 °C до плюс 40 °C.
Более поздние модификации плавающих двухзвенных гусеничных транспортёров высокой проходимости и большой грузоподъемности ДТ-10П и ДТ-10ПМ.

## Описание
Двухзвенный транспортёр 10-й модели — сочленённая гусеничная транспортная машина, сочетающая большую грузоподъёмность (до 10 тонн) и грузовместимость с высокими показателями проходимости и манёвренности в тяжёлых дорожно-климатических условиях. Для своего времени была достаточна быстроходна.
В течение двух десятилетий было произведено несколько сотен ДТ-10, которые используются в различных регионах России для перевозки грузов и монтажа технологического оборудования.

### Корпус
Компоновка двухзвенных транспортеров семейства «Витязь» выполнена по прицепной схеме соединения звеньев. Вездеходы имеют два сварных герметичных корпуса-звена. На первом звене располагаются: кабина экипажа на четыре — 7 человек, оборудованная автономными системами обогрева и вентиляции; моторно-трансмиссионное отделение; кузов с тентом. Второе звено может быть выполнено в виде кузова с тентом или кузова-платформы для монтажа технологического и иного оборудования. Вариантное исполнение вездеходов предусматривает установку вместо кузовов грузовой платформы на оба звена.

### Двигатель
Вездеходы семейства «Витязь» оснащаются четырехтактными V-образными многотопливными быстроходными дизелями жидкостного охлаждения с непосредственным впрыском топлива и наддувом от центробежного нагнетателя. Пуск двигателей осуществляется электростартером от аккумуляторных батарей напряжением 24 В, или пневмопуском сжатым воздухом из баллонов. Комбинированная система подогрева, с принудительной термосифонной циркуляцией жидкости и масла, позволяет производить запуск двигателя при температуре окружающей среды до −50°С. В вариантном исполнении снегоболотоходы оснащают дизельными двигателями с турбонаддувом ЯМЗ серии 840 Cummins.

### Трансмиссия
На вездеходах применена гидромеханическая трансмиссия с одноступенчатым гидродинамическим трансформатором, обеспечивающим плавное изменение передаваемого крутящего момента в зависимости от сопротивления движения. Четырехскоростная коробка передач с блокируемым дифференциалом позволяет выбрать оптимальный режим движения транспортера в любых дорожных условиях. Для эффективной передачи мощности на каждом звене расположено по два планетарных бортовых и по одному коническому редуктору с блокируемым дифференциалом. Ленточные тормоза плавающего типа, с пневматическим приводом, а также дублирующий механический привод управления тормозами первого звена, обеспечивают надежную работу тормозной системы вездехода. Соединение агрегатов трансмиссии между собой осуществляется карданными валами с промежуточными опорами и зубчатыми муфтами. В вариантном исполнении транспортеры «Витязь» оснащают шестискоростной автоматической гидромеханической трансмиссией фирмы «Allison».

### Поворотно-сцепное устройство
Конструкция поворотно-сцепного устройства позволяет независимо поворачиваться звеньям машины в горизонтальной, вертикальной и продольно-вертикальной плоскостях. Отличительной особенностью конструкции являются расположенные на поворотно-сцепном устройстве гидроцилиндры вертикального и горизонтального складывания, управляемые с места механика-водителя. Гидроцилиндры горизонтального складывания работают в качестве поворотного устройства, обеспечивая высокую маневренность машины. Гидроцилиндры вертикального складывания являются: амортизаторами — обеспечивают высокую плавность хода при движении; устройством принудительного складывания звеньев в вертикальной плоскости — позволяют преодолевать вертикальные стенки высотой до 1,5 метров. Возможность принудительного блокирования гидроцилиндров вертикального складывания позволяет переезжать рвы шириной до 4 метров. Обеспечивая взаимный поворот звеньев в продольно-вертикальной плоскости, ПСУ позволяет гусеницам транспортера иметь максимальное сцепление с грунтом.

### Ходовая часть

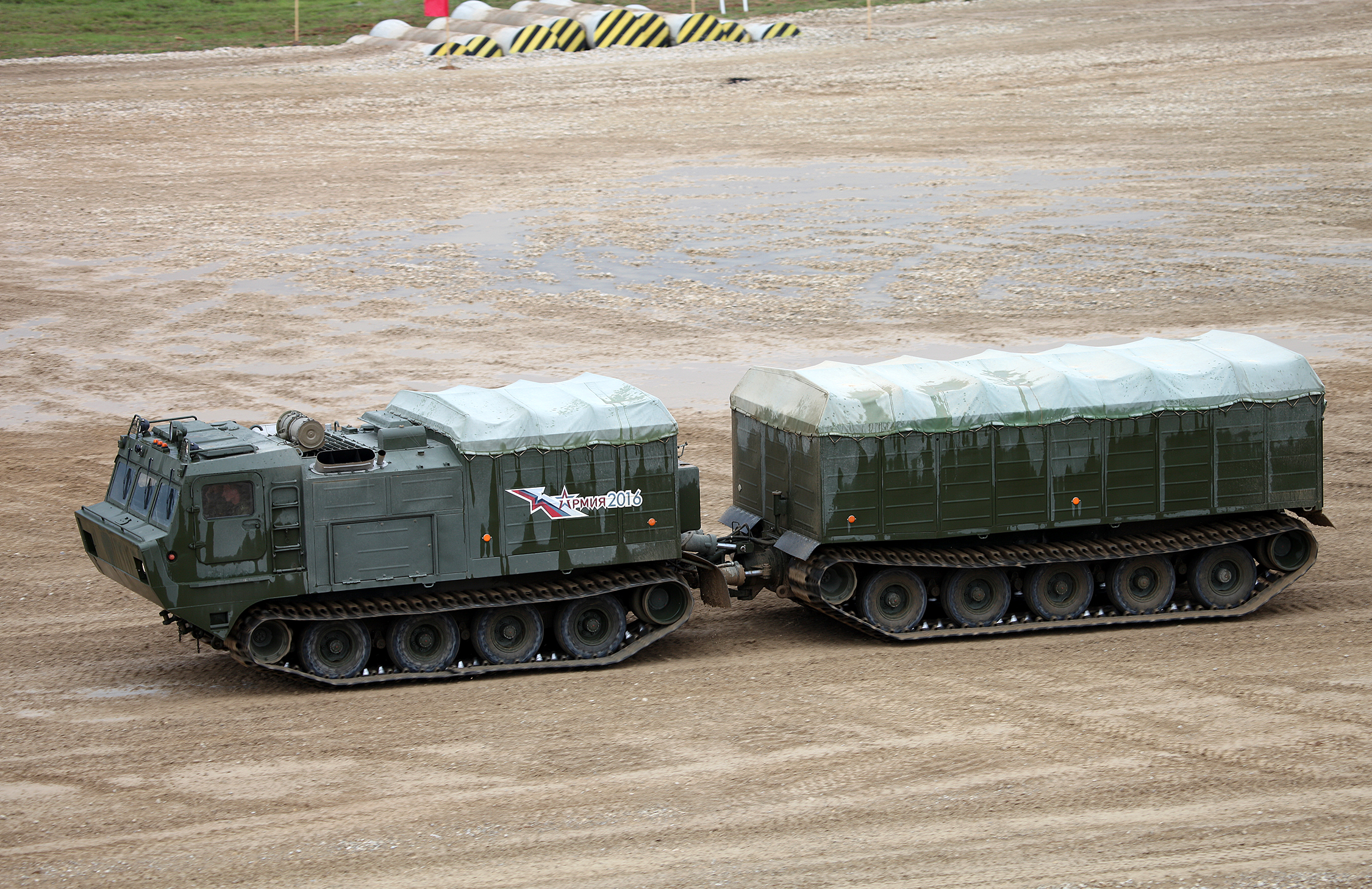

Четыре широких активных резинометаллических гусеничных обвода со стальными поперечинами обеспечивают низкое удельное давление на грунт и высокую проходимость. Независимая высокоэнергоемкая торсионная подвеска оригинальных опорных катков с губчатым наполнителем (гусматик) создает мягкость движения транспортера. Ведущие и направляющие колеса покрыты специальным полиуретановым покрытием, в ходовой части используются резиновые элементы — все это демпфирует рывки и удары, обеспечивает плавность хода при движении машины, увеличивая ресурс ходовой части и трансмиссии в целом. Конструкция ведущих колес предотвращает обледенение узлов ходовой части при отрицательных температурах. Шаг расположения поперечин подобран для эффективной самоочистки от грязи, снега и льда элементов ходовой части транспортера.
Наиболее эффективны ДТ-10 в составе аварийно-спасательных групп при поисковых и аварийно-спасательных работах в экстремальных условиях, возникающих во время стихийных бедствий, когда требуется в условиях бездорожья, наводнений, снежных заносов, обвалов и массовых разрушений быстро эвакуировать из зоны бедствия людей, доставить в зону бедствия спасателей с их оборудованием, врачей и продовольствие.
Для плавающих добавляется буква (литера) П.

## Испытания

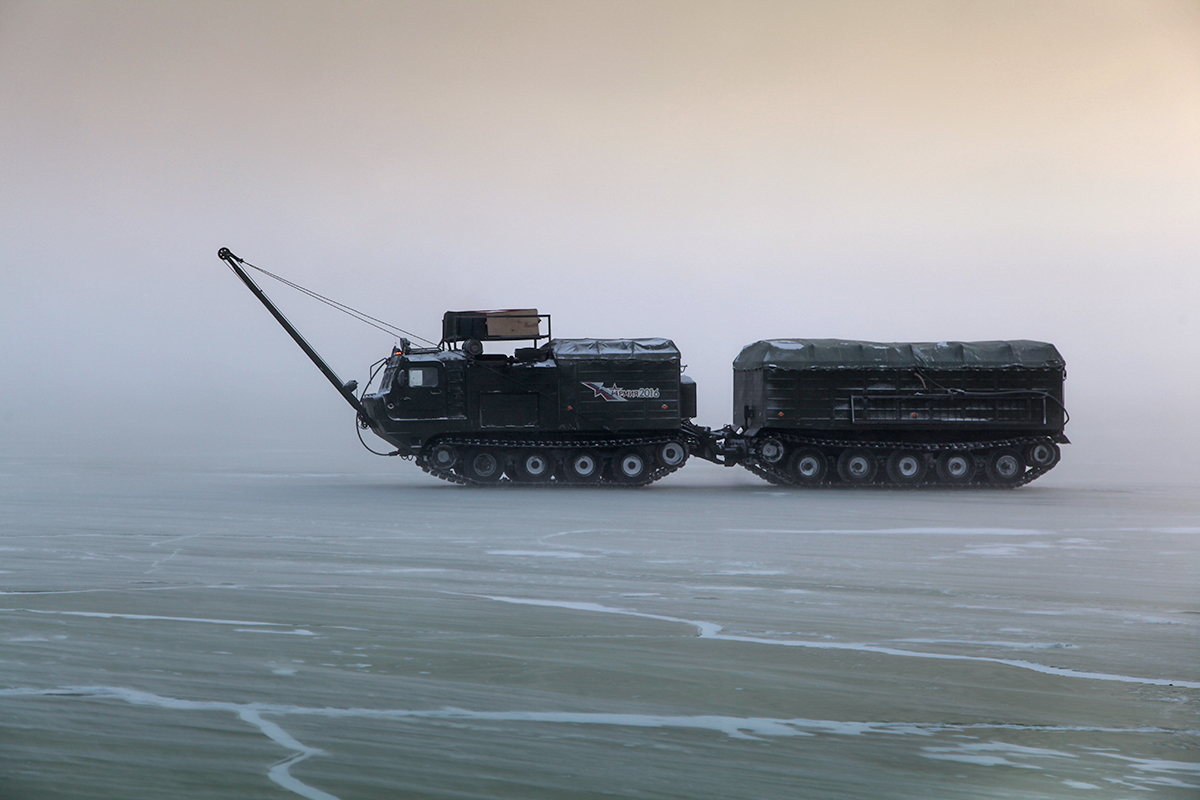
ДТ-10ПМ на испытаниях в условиях Арктики

Двухзвенный гусеничный вездеход в амфибийном броневом варианте модели ДТ-10ПМ «Вездесущий» принимал участие в испытаниях Министерства обороны Российской Федерации (Минобороны России) в условиях Крайнего Севера для проверки его пригодности к оснащению арктических бригад (например 80-й, 200-й). В ходе экспедиции общей протяжённостью около 2400 км оценивались возможности по эксплуатации вооружения и военной техники (ВВТ) в условиях низких температур (до − 60 градусов Цельсия), в том числе по обеспечению поддержания автономности, необходимой готовности образца к выполнению задач, поддержанию микроклимата в обитаемых отделениях, особенности движения по торосам, глубокому снегу, при метелях со скоростью ветра более 35 м/с и других особенностей Крайнего Севера. Члены экспедиции Минобороны России стали первыми в мире, кому удалось дойти на военной технике от материковой части до острова Котельный. Маршрут экспедиции пролегал от Тикси до острова Котельный и обратно через мыс Святой Нос, проливы Дмитрия Лаптева и Санникова в море Лаптевых.

## Тактико-технические характеристики

### ДТ-10ПМ
ДТ-10ПМ «Вездесущий» — модификация для Вооруженных Сил Российской Федерации (ВС России) с броневой защитой:
- Масса в снаряжённом состоянии, т: 27,5+0,5
- Грузоподъёмность, т: 10
- Мощность двигателя, кВт (л. с.): 588 (800)
- Максимальная скорость, км/ч:
  - по шоссе: 45
  - на плаву: 6
- Удельное давление на грунт с полной нагрузкой, кПа (кг/см2): 21,60 (0,22)
- Запас хода по контрольному расходу топлива, км: 700
- Угол подъёма, град.: 35
- Высота преодолеваемой вертикальной стенки, м: 1,2
- Ширина преодолеваемого рва, м: 2,5 … 3
- Габариты шасси, мм:
  - длина: 14352
  - ширина: 3100
- Ширины колеи, мм: 2000
- Минимальный радиус поворота, м: 14,3[1]

## Создатели
- Осколков, Константин Владимирович — главный конструктор.
- Савельев, Владимир Иванович — первый директор завода по производству двухзвенных гусеничных транспортеров семейства «Витязь».

## См. также

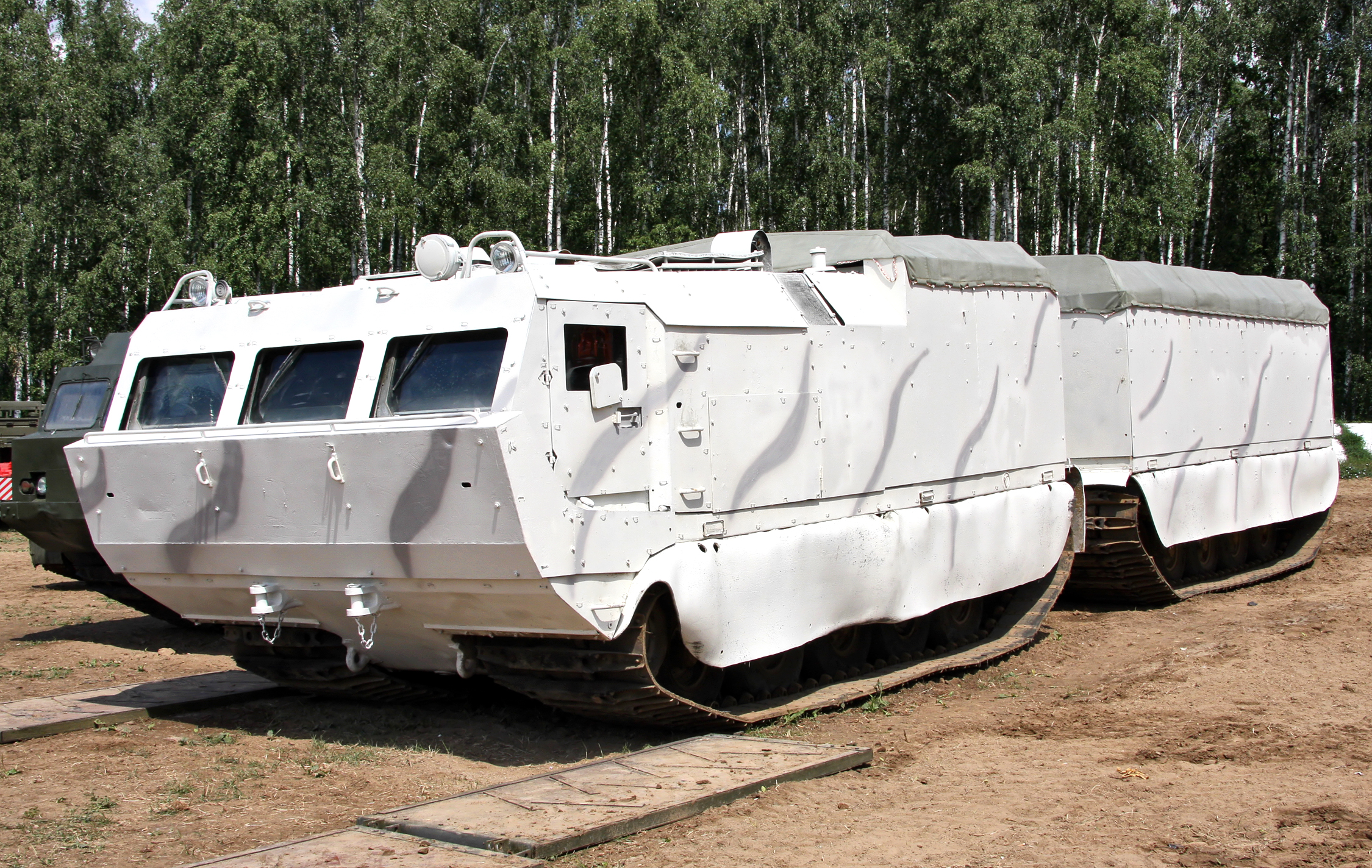
ДТ-10ПМ